# Distretto di Ventanilla
Il distretto di Ventanilla è un distretto del Perù che appartiene geograficamente e politicamente alla provincia costituzionale di Callao di Callao. È ubicato a nord della capitale peruviana. Fu fondato il 28 gennaio del 1969 con capoluogo Ventanilla. Nel 2007 la popolazione totale del distretto ammontava a 277 895 abitanti, dei quali 57% donne e 43% uomini.

## Amministrazione
Sindaco (alcalde) del distretto (2007-2014): Omar Marcos Arteaga.

## Distretti confinanti
Il distretto di Ventanilla confina a nord con il distretto di Santa Rosa; a sud con il distretto di Callao e il distretto di San Martín de Porres; a est con il  distretto di Puente Piedra e a ovest con il oceano Pacifico.